# 32 Persei
32 Persei, som är stjärnans Flamsteed-beteckning, är en ensam stjärna belägen i den mellersta delen av stjärnbilden, Perseus som också har Bayer-beteckningen I Persei. Den har en skenbar magnitud på ca 4,96 och är svagt synlig för blotta ögat där ljusföroreningar ej förekommer. Baserat på parallax enligt Gaia Data Release 2 på ca 21,9 mas, beräknas den befinna sig på ett avstånd på ca 149 ljusår (ca 46 parsek) från solen. Den rör sig närmare solen med en heliocentrisk radialhastighet av ca -9 km/s. Stjärnan ingår i en samling stjärnor med gemensam egenrörelse i superhopen Sirius.

## Egenskaper
32 Persei är vit stjärna i huvudserien av spektralklass A3 V. Den har en massa som är ca 2 solmassor, en radie som är ca 1,8 solradier och utsänder ca 21 gånger mera energi än solen från dess fotosfär vid en effektiv temperatur på ca 8 900 K.
32 Persei misstänktes vara variabel men noggrannare mätningar har kunnat fastslå att den inte varierar i ljusstyrka.